# Paleski Radyjatsyjna-Ekalahitjny Zapavednik
Paleski Radyjatsyjna-Ekalahitjny Zapavednik (vitryska: Палескі Радыяцыйна-Экалагічны Запаведнік) är ett naturreservat i Belarus.   Det ligger i voblasten Homels voblast, i den sydöstra delen av landet, 300 km sydost om huvudstaden Minsk.